# 伊藤大地
伊藤 大地（いとう だいち、1980年3月8日 - ）は、日本のドラマーである。東京都出身。

## 略歴
東京都保谷市（現：西東京市）出身。魚座、A型。高校卒業後ドラマーとして活動開始。
2000年、SAKEROCKのメンバーとして活動開始。
2011年4月より音楽事務所TONEに所属することが発表された。

## 参加バンド等
- good luck heiwa（グッドラックヘイワ）

2004年 結成。
野村卓史（Key）と伊藤大地（Dr,口笛）によるインストゥメンタル・デュオ。
活動については「グッドラックヘイワ」の項目を参照。
- Killing Floor（キリングフロア）

1989年に結成（伊藤は2002年に正式メンバーとして加入）。福島ピート幹夫（Sax）を中心に活動する7人編成のインストバンド。同じくSAKEROCKの浜野謙太もメンバーである。
- Cherry's（チェリーズ）

2004年 結成。
富樫春生（Vo.P.）,武藤雅孝（Vo.B.）,伊藤大地（Vo.Whistle.Ds）による、ポップ・ロックバンド。他のバンドではほぼドラムに専念している伊藤だが、このバンドではメインボーカルを務める楽曲がある。
- サンフジンズ

2013年 結成。
メンバー：奥田民生、岸田繁（くるり）、伊藤大地
- Good Dog Happy Men（グッドドッグハッピーメン）

2004年 結成。2009年4月に脱退したが、不定期にレコーディングやライブにサポート参加している。
- ハシケンmeets伊藤大地（ハシケン・ミーツ・イトウダイチ）

2010年 結成。
「歌、ドラム、ときどき口笛」。ハシケン（Vo,G,P）と伊藤大地（Dr,口笛）によるユニット。2012年4月に1stCD『ミチル』をリリース。同年11月フルアルバム『ファンタジー』をリリース。
- ハシケントリオ（ハシケントリオ）

2016年 結成。ハシケン（ボーカル、ギター、ピアノ、ウクレレ）、伊藤（ドラム、口笛）、上地gacha一也（ベース）【勢理客オーケストラ、Shaolong To The Sky、マルチーズロック他】からなる3人組。
2016年2月から本格的に始動し、同年9月にミニアルバム『ランドスケイプ』リリース。2017年2月には20日間で全国15ヶ所をまわるツアー『ライジング』を行った。
- その他の参加バンド
  - 細野晴臣グループ
  - 桃梨
  - 浦朋恵&ザ・ロッキンバリトーンズ
  - 須藤寿 GATALI ACOUSTIC SET
  - Poet-type.M

- 過去の参加バンド
  - SAKEROCK（サケロック）

2000年結成。2015年6月2日に両国国技館にて解散ライブを行った。
SAKEROCK名義の活動については「SAKEROCK」の項目を参照。

## 主なレコーディング参加作品（アーティスト名五十音順）
- あ行
  - 赤い靴『コマドイルの旅』（2011年）に参加
  - 絢香『にじいろ』（NHK連続テレビ小説「花子とアン」主題歌）に参加 (2014年)
  - 安藤裕子『グッド・バイ』（2013年）、『クリスマスの恋人』（絵本付きCD・2014年）、『あなたが寝てる間に』（2015年）に参加
  - 宇宙まお『つま先/哀しみの帆』（タワーレコード限定1コインシングル・2013年）、『ロックンロール・ファンタジー』（2014年）収録曲のうち2曲に参加
  - 浦朋恵『Rockin' at the 1,000,000 Restaurants』（2010年）、『Walkin' with Mr.Bimbo』（2012年）『Twilight Time』（7インチシングル盤・2012年）『Got You On My Mind』（ミニアルバム・2013年）、『ナツメヤシの指』（2015年）に参加
  - 扇谷一穂『たくさんのまばたき』（CDブック・2010年）に参加
  - 大久保由希『ミラー＆マウスピース』（2008年）に参加
  - おおはた雄一『ふたつの朝』（2006年）に参加
  - 大森靖子『洗脳』（2014年）、収録曲のうちM6・M7に参加
  - 小田晃生『発明』（2009年）に参加
  - 音羽信『OTOWA SHIN 2』（2010年）に参加

- か行
  - 片平里菜『Oh JANE/あなた』（シングル・2014年）、収録曲「Oh JANE」で『amazing sky』（1stアルバム・2014年）､『最高の仕打ち』（2016年）『結露』（シングル・2016年）に参加
  - キセル『magic hour』（2008年）、『凪』（2010年）に参加
  - 木村カエラ『Sun shower（）シングル・2012年）、同曲で『Sync』（2012年）に参加
  - 久保田麻琴（blue asia名義）『Sketches Of Myahk』(2009年)に参加
  - 倉井夏樹『夢飛行：Dream Journey』（2012年）に参加
  - GLIM SPANKY『大人になったら』（2015年）に参加
  - Keishi Tanaka『Alley』（2nd Album・2015年）に参加
  - 興梠マリ『BLOWING IN THE WIND』（2016年）に参加
  - 児玉奈央『SPARK』（2010年）に参加

- さ行
  - 斎藤さっこ『あなたと犬と私』（2016年）
  - 坂本美雨『Waving Flags』（2014年）、LIVE DVD『Waving Flags』（2015年）に参加
  - 笹川美和『泣いたって』（『都会の灯』（アルバム・2013年）収録曲）、『そして太陽の光を』（2014年）に参加
  - JUJU『Request II』（2014年）、収録曲のうちM6に参加
  - 世武裕子『NHKドキュメンタリードラマ「基町アパート」オリジナルサウンドトラック』（iTunes配信限定・2013年）、『映画「ストロボ・エッジ」オリジナル・サウンドトラック』（2015年・CDクレジット無）、『NHK連続テレビ小説 べっぴんさん オリジナル・サウンドトラック Vol.2』（2017年）に参加

- た行
  - 大工哲弘『BLUE YAIMA produced by 久保田麻琴』（2013年）に参加
  - 太陽バンド『8』（2008年）『穴』（2013年）に参加
  - 高田漣『アンサンブル』『横道世之介 ORIGINAL SOUNDTRACK』『箱入り息子の恋 ORIGINAL SOUNDTRACK』（2013年）、『連続ドラマW グーグーだって猫である オリジナルサウンドトラック』（2014年）に参加
  - 寺尾紗穂『愛の秘密』（2009年）、『残照』（2010年）に参加
  - 土岐麻子『乱反射ガール』（2010年）に参加　※グッドラックヘイワ名義で参加

- な行
  - 長澤知之『黄金の在処』（2013年）に参加
  - 名越涼子（テレビ愛知アナウンサー)『ステラ バイ スターライト』（音楽情報番組『a-ha-N』「第1回a-ha-Nエンディングオーディション」エントリー曲）に参加（2012年）
  - 菜七子『うちゅうだよ』（2016年）に参加
  - 二階堂和美『二階堂和美のアルバム』（2006年）に参加

- は行
  - ハシケン ミニアルバム『ミチル』、フルアルバム『ファンタジー』の全曲（ハシケンmeets伊藤大地名義。2012年）、『RERAMAKANI』（2015年）に参加。
  - ハシケントリオ『ランドスケイプ』（2016年）に参加。
  - 秦基博『May』（『Signed POP』（アルバム・2013年）収録曲）、『青の光景』（2015年）に参加
  - パードン木村（PARDON KIMURA & DRUMMERS名義）『G.E.P Good Enough Pocket』（2012年）に参加
  - ハナレグミ『What are you looking for』（2015年）､『深呼吸』（2016年）に参加
  - 濱口祐自『from KatsuUra』（2014年）、『ゴーイング・ホーム』（2015年）に参加
  - V6『Beautiful World』（46th Single・2016年）に参加
  - 藤原さくら『good morning』（2016年）に参加
  - 星野源『ばかのうた』（2010年）、『くだらないの中に』（シングル・2011年）、『エピソード』（2011年）、『フィルム』（シングル・2012年）、『夢の外へ』（シングル・2012年）、『知らない』（シングル・2012年）、『Stranger』（2013年）、『ギャグ』（シングル・2013年）、『地獄でなぜ悪い』（シングル・2013年）、『Crazy Crazy/桜の森』（シングル・2014年）、『YELLOW DANCER』（2015年）、『ドラえもん』（シングル・2018年）に参加
  - 細野晴臣『HoSoNoVa』（2011年）『Heavenly Music』（2013年）に参加

- ま行
  - マーク from GARO『時の魔法』（2013年）に参加
  - 門田匡陽『Nobody Knows My Name』（2011年）、Poet-type.M名義『White White White』（2013年）、『A Place,Dark＆Dark』（4部作・2015～16年）に参加
  - 真心ブラザーズ『あいだにダイア』（『おはスタ』新テーマソング・2014年）、『Do Sing』（2014年）、『PACK TO THE FUTURE』（カバーアルバム・2015年）に参加

- や行
  - 山内総一郎（フジファブリック）『Dramatic Irony』（トリビュート・アルバム『Salyu 20th Anniversary Tribute Album "grafting"』収録、2024年）に参加
  - 吉澤嘉代子『魔女図鑑』（インディーズ 1st mini Album・2013年）､『箒星図鑑』（2015年）､『東京絶景』（2016年）に参加
  - yukaD『yukaD in the house』（2014年）に参加
  - 吉田省念『黄金の館』（2016年）に参加

- ら行
  - レキシ『レシキ』（2014年・レキシネーム「伊藤に行くならヒロブミ」）に参加

## 主な共演者・サポート(五十音順)
- あ行
  - 安藤裕子
  - 太田恵資
  - 奥田民生
- か行
  - 片平里菜
  - 河村博司
  - 倉井夏樹（ハーモニカ奏者）
  - 興梠マリ
  - GABBY YOUNG (UK)
- さ行
  - 蔡忠浩(bonobos)
  - 坂本美雨
  - Salyu
  - スカンク兄弟
  - スキマスイッチ
  - 須藤寿(HiGE)
  - SPANOVA
  - ソワレ
- た行
  - 高田漣
  - Keishi Tanaka（ex.riddim saunter）
  - 地球三兄弟（奥田民生・真心ブラザーズ）
  - 塚本功
- は行
  - ハシケン
  - 元ちとせ
  - ハナレグミ
  - ハンバートハンバート
  - 福原美穂
  - 藤巻亮太
  - フジファブリック
  - Poet-type.M（Good Dog Happy Men門田匡陽のソロプロジェクト)
  - 星野源
  - BONNIE PINK
- ま行
  - 真心ブラザーズ
  - MU-STARS
  - 宮崎吐夢
- や行
  - 吉野弘志
  - 吉澤嘉代子
- ら行
  - レキシ

## CM
- CACIO 「OCEANUS」(2011年11月 -  演奏のみ)
- 「ラシック福岡天神」オープニング告知CM(2014年8月29日 - )作曲・アレンジ:高田漣、歌:坂本美雨、演奏:高田漣、伊賀航、伊藤大地、野村卓史

## テレビ番組
- 宮沢賢治の音楽会 (2011年10月29日、NHK BSプレミアム) - 細野晴臣バンドで出演
- 名曲アルバム (2016年5月1日、NHK総合) - 「カリフォルニア・ガールズ〜神のみぞ知る」B・ウィルソン作曲
- 細野晴臣イエローマジックショー2（2019年1月1日、NHK BS4K／1月2日、NHK BSプレミアム）

## ラジオ
- NHK-FM 「サウンドクリエイターズファイル」(2013年5月19日　細野晴臣バンドで出演）
- アール・エフ・ラジオ日本「伊藤大地のラジカントロプス2.0」(2014年2月3日）
- FM802「YOUR RADIO 802」 (2014年12月26日 サンフジンズで出演）

## 雑誌等
- リズム&ドラム・マガジン
  - 2009年 1月号　人と楽器
  - 2011年11月号　特集 「伊藤大地［SAKEROCK］がメーカーお勧めモデルを試奏」
  - 2013年 7月号　アーティスト特集2「“彩り”のドラム　伊藤大地」
  - 2014年 2月号　特集 2013年の“ドラム的”音楽シーンを総括！“ドラマガ”アワード2013 ◎Part.1プロ・ドラマー／パーカッショニストが選ぶBEST Album／Performance 2013、close up！今注目の“16インチ”をkoseking＆伊藤大地が試奏！“最新”ミニ・キット叩き比べ
  - 2014年9月号　偉大なる"ドラム・レジェンド"の魅力を伝承するスペシャル企画！ the"Groovelore"【第2回】ジム・ケルトナー(玉田豊夢さんとの対談)、"握り方"から見えるプレイヤーの個性 百花繚乱"プロ"のグリップ
  - 2015年2月号　60人のドラマーが選ぶ14年のBest Album & Performance“ドラマガ”アワード2014
  - 2015年6月号　アーティスト特集「伊藤大地［SAKEROCK］」
- Pen 2007年 11/1号
- SWITCH 2013年6月号　Vol.31 No.06 特集「星野源、歩き続ける」インタビュー掲載
- 歩きながら考える step7 2014年 5月号　
  - 特集「準備」が我らを自由にする 1 気になるあの人の準備　CASE2 伊藤大地(［SAKEROCK］)ドラマー